# Churšidbanu Natavanová
Churšidbanu Natavanová (15. srpna 1832 Šuša – 2. října 1897 Šuša) byla ázerbájdžánská básnířka. Psala persky i ázerbájdžánsky, především lyrické ghazaly. Její sentimentální básně vyjadřují pocity a utrpení ženy, která není šťastná v rodinném životě a navíc přišla o syna. Mnoho z těchto básní se proměnilo v lidové písně.
Byla dcerou posledního vládce Karabašského chanátu. Po smrti svého otce, ve věku 14 let, zdědila obrovské množství pozemků, včetně 1315 usedlostí, 41 kočovnických území a 7 vesnic. Dostala se do péče své tety, která ji učila hudbu, poezii a malbu. Pravděpodobně se provdala za šlechtice Kumyka Chasaye Utsmieva v roce 1847. Dalších 9 vesnic zdědila po své matce v roce 1861, po její smrti. Založila a sponzorovala první literární společnosti v Šuše a v celém Ázerbájdžánu (Majlis-i Uns - Společnost přátel“). Podporovala ale i sociální a ekonomický rozvoj Karabachu, mezi její slavné činy patřilo zavedení vodovodu do Šuši v roce 1872. Oba její synové také napsali sbírku básní v perštině. Byla pohřbena v Agdamu v rodinné hrobce. Po zabrání města Arménií po první válce v Náhorním Karabachu byla její hrobka zničena.